# Sergio Romagnoli
Sergio Romagnoli (Fabriano, 16 agosto 1969) è un politico italiano.

## Carriera politica
Alle elezioni politiche del 2018, Romagnoli viene eletto al Senato della Repubblica, nelle liste del Movimento 5 Stelle, nella circoscrizione Marche.
Nel maggio del 2024, in occasione delle elezioni europee, viene candidato nella lista del M5S per la circoscrizione centrale.